# Hemiodus immaculatus
Hemiodus immaculatus är en fiskart som beskrevs av Kner, 1858. Hemiodus immaculatus ingår i släktet Hemiodus och familjen Hemiodontidae. Inga underarter finns listade i Catalogue of Life.